# 藤田芳弘
藤田芳弘（日语：／ Fujita Yoshihiro，1952年4月12日—），日本男子摔跤运动员。他曾代表日本参加1974年亚洲运动会摔跤比赛，获得一枚银牌。他也曾参加1984年夏季奥林匹克运动会。